# Stefan Kaltschütz
Stefan Kaltschütz (* 12. Januar 1978 in Klagenfurt) ist ein ehemaliger österreichischer Snowboarder.

## Werdegang
Kaltschütz, der für den ESV St. Veit/Glan startete, fuhr zu Beginn der Saison 1994/95 in Zell am See erstmals im Snowboard-Weltcup und belegte dabei den 19. Platz im Parallelslalom. Im weiteren Saisonverlauf errang er mit Platz drei im Slalom am Mount Bachelor und Rang zwei im Parallelslalom in Calgary seine ersten Podestplatzierungen im Weltcup. Er belegte damit den zehnten Platz im Slalom-Weltcup, den siebten Rang im Parallel-Weltcup und den sechsten Platz im Gesamtweltcup. In der Saison 1995/96 holte er im Riesenslalom in Sun Peaks und am Mount Bachelor im Slalom seine ersten Weltcupsiege. Zudem kam er viermal auf den dritten Platz und einmal auf den zweiten Rang. Beim Saisonhöhepunkt, den Snowboard-Weltmeisterschaften 1996 in Lienz, wurde er Zwölfter im Riesenslalom und Sechster im Parallelslalom. In der folgenden Saison errang er im Weltcup zweimal den dritten sowie einmal zweiten Platz und belegte bei den Snowboard-Weltmeisterschaften 1997 in Innichen den 14. Platz im Parallelslalom sowie den 13. Rang im Slalom. In der Saison 1997/98 kam er im Weltcup siebenmal unter die ersten Zehn. Dabei siegte er in Sölden im Parallelslalom und in Tandådalen im Riesenslalom. Zu Beginn der Saison 1998/99 fuhr er in Zell am See auf den fünften Platz im Parallelslalom und auf den zweiten Rang im Riesenslalom. Im weiteren Saisonverlauf erreichte er weitere 15 Top-Zehn-Platzierungen, darunter einen dritten Platz und zwei zweite Plätze. Außerdem siegte er im Riesenslalom in Park City sowie im Parallel-Riesenslalom im Naeba. Bei den Snowboard-Weltmeisterschaften 1999 in Berchtesgaden holte er die Bronzemedaille im Riesenslalom und die Silbermedaille im Parallel-Riesenslalom. Die Saison beendete er auf dem sechsten Platz im Slalom-Weltcup, auf dem zweiten Rang im Gesamtweltcup und auf dem ersten Platz im Riesenslalom-Weltcup.
Nach Platz eins im Riesenslalom in Tignes zu Beginn der Saison 1999/2000, errang Kaltschütz drei zweite Plätze sowie einen dritten Platz und gewann damit erneut den Riesenslalom-Weltcup. Zudem wurde er Vierter im Gesamtweltcup. In der Saison 2000/01 kam er im Weltcup siebenmal unter die ersten Zehn, darunter je einen dritten und zweiten Platz. Zudem holte er im Riesenslalom in Gstaad seinen achten Weltcupsieg und errang zum Saisonende den vierten Platz im Gesamtweltcup sowie den zweiten Platz im Riesenslalom-Weltcup. Beim Saisonhöhepunkt, den Snowboard-Weltmeisterschaften 2001 in Madonna di Campiglio, gewann er die Bronzemedaille im Parallelslalom. Zudem fuhr er dort auf den 17. Platz im Parallel-Riesenslalom und auf den achten Rang im Riesenslalom. In der Saison 2001/02 wurde er Achter im Parallelslalom-Weltcup und Siebter im Parallel-Riesenslalom-Weltcup. Dabei siegte er im Parallel-Riesenslalom in Tignes und im Parallelslalom in Sapporo. Außerdem triumphierte er im Parallelslalom beim Europacup in Bad Gastein. Bei seiner einzigen Olympiateilnahme im Februar 2002 in Salt Lake City errang er den 13. Platz im Parallel-Riesenslalom. Nachdem er in der Saison 2002/03 ausschließlich Platzierungen außerhalb der ersten Zehn belegt hatte, kam er in der Saison 2003/04 je einmal auf den zweiten und dritten Platz. Dabei holte er im Parallel-Riesenslalom in Tandådalen seinen 11. und damit letzten Weltcupsieg und errang damit zum Saisonende den siebten Platz im Parallel-Weltcup. In seiner letzten aktiven Saison 2004/05 fuhr er bei den Snowboard-Weltmeisterschaften 2005 in Whistler auf den 12. Platz im Parallel-Riesenslalom und bei seinem 203. und damit letzten Weltcup in Tandådalen auf den 25. Platz im Parallel-Riesenslalom.

## Teilnahmen an Weltmeisterschaften und Olympischen Winterspielen

### Olympische Winterspiele
- 2002 Salt Lake City: 13. Platz Parallel-Riesenslalom

### Snowboard-Weltmeisterschaften
- 1996 Lienz: 6. Platz Parallelslalom, 12. Platz Riesenslalom
- 1997 Innichen: 13. Platz Slalom, 14. Platz Parallelslalom
- 1999 Berchtesgaden: 2. Platz Parallel-Riesenslalom, 3. Platz Riesenslalom, 10. Platz Parallelslalom
- 2001 Madonna di Campiglio: 3. Platz Parallelslalom, 8. Platz Riesenslalom, 17. Platz Parallel-Riesenslalom
- 2005 Whistler: 12. Platz Parallel-Riesenslalom

## Weltcupsiege und Weltcup-Gesamtplatzierungen

### Weltcupsiege
| Nr. | Datum             | Ort            | Disziplin             |
| --- | ----------------- | -------------- | --------------------- |
| 1.  | 1. März 1996      | Sun Peaks      | Riesenslalom          |
| 2.  | 15. März 1996     | Mount Bachelor | Slalom                |
| 3.  | 30. November 1997 | Sölden         | Parallelslalom        |
| 4.  | 11. März 1998     | Tandådalen     | Riesenslalom          |
| 5.  | 7. Februar 1999   | Park City      | Riesenslalom          |
| 6.  | 19. Februar 1999  | Naeba          | Parallel-Riesenslalom |
| 7.  | 27. November 1999 | Tignes         | Riesenslalom          |
| 8.  | 10. Januar 2001   | Gstaad         | Riesenslalom          |
| 9.  | 18. November 2001 | Tignes         | Parallel-Riesenslalom |
| 10. | 2. Februar 2002   | Sapporo        | Parallelslalom        |
| 11. | 4. Dezember 2003  | Tandådalen     | Parallel-Riesenslalom |

### Weltcup-Gesamtplatzierungen
| Saison    | Gesamt | Gesamt | Snowboardcross | Snowboardcross | Parallel | Parallel | Parallel-Riesenslalom | Parallel-Riesenslalom | Parallelslalom | Parallelslalom | Riesenslalom | Riesenslalom | Slalom | Slalom |
| Saison    | Punkte | Platz  | Punkte         | Platz          | Punkte   | Platz    | Punkte                | Platz                 | Punkte         | Platz          | Punkte       | Platz        | Punkte | Platz  |
| --------- | ------ | ------ | -------------- | -------------- | -------- | -------- | --------------------- | --------------------- | -------------- | -------------- | ------------ | ------------ | ------ | ------ |
| 1994/95   | 2190   | 6.     | -              | -              | 1760     | 7.       | -                     | -                     | -              | -              | -            | -            | 1381   | 10.    |
| 1998/99   | 1081   | 2.     | 36             | 66.            | -        | -        | -                     | -                     | -              | -              | 6600         | 1.           | 2950   | 6.     |
| 1999/2000 | 811    | 4.     | -              | -              | 1898     | 16.      | 1898                  | 16.                   | -              | -              | 4350         | 1.           | -      | -      |
| 2000/01   | 780    | 4.     | -              | -              | -        | -        | -                     | -                     | 3330           | 13.            | 2096         | 2.           | -      | -      |
| 2001/02   | -      | -      | -              | -              | 670      | 17.      | 3950                  | 7.                    | 1850           | 8.             | -            | -            | -      | -      |
| 2002/03   | -      | -      | -              | -              | 1540     | 24.      | -                     | -                     | -              | -              | -            | -            | -      | -      |
| 2003/04   | -      | -      | -              | -              | 5044     | 7.       | -                     | -                     | -              | -              | -            | -            | -      | -      |
| 2004/05   | -      | -      | -              | -              | 1066     | 27.      | -                     | -                     | -              | -              | -            | -            | -      | -      |